# Lumun
Le lumun est une langue talodi-heiban parlée au Soudan.

## Écriture
Un alphabet a été développé dans les années 1990 et a été utilisé dans des efforts d’alphabétisation et dans la traduction de la Bible.
| a  | c  | e | i | ï  | k | kw | l | m | n |
| ng | ny | o | r | ’r | t | th | u | ü | w |

Heleen Smits utilise une alphabet révisé dans sa grammaire et son dictionnaire lumun,.